# Sciacallo

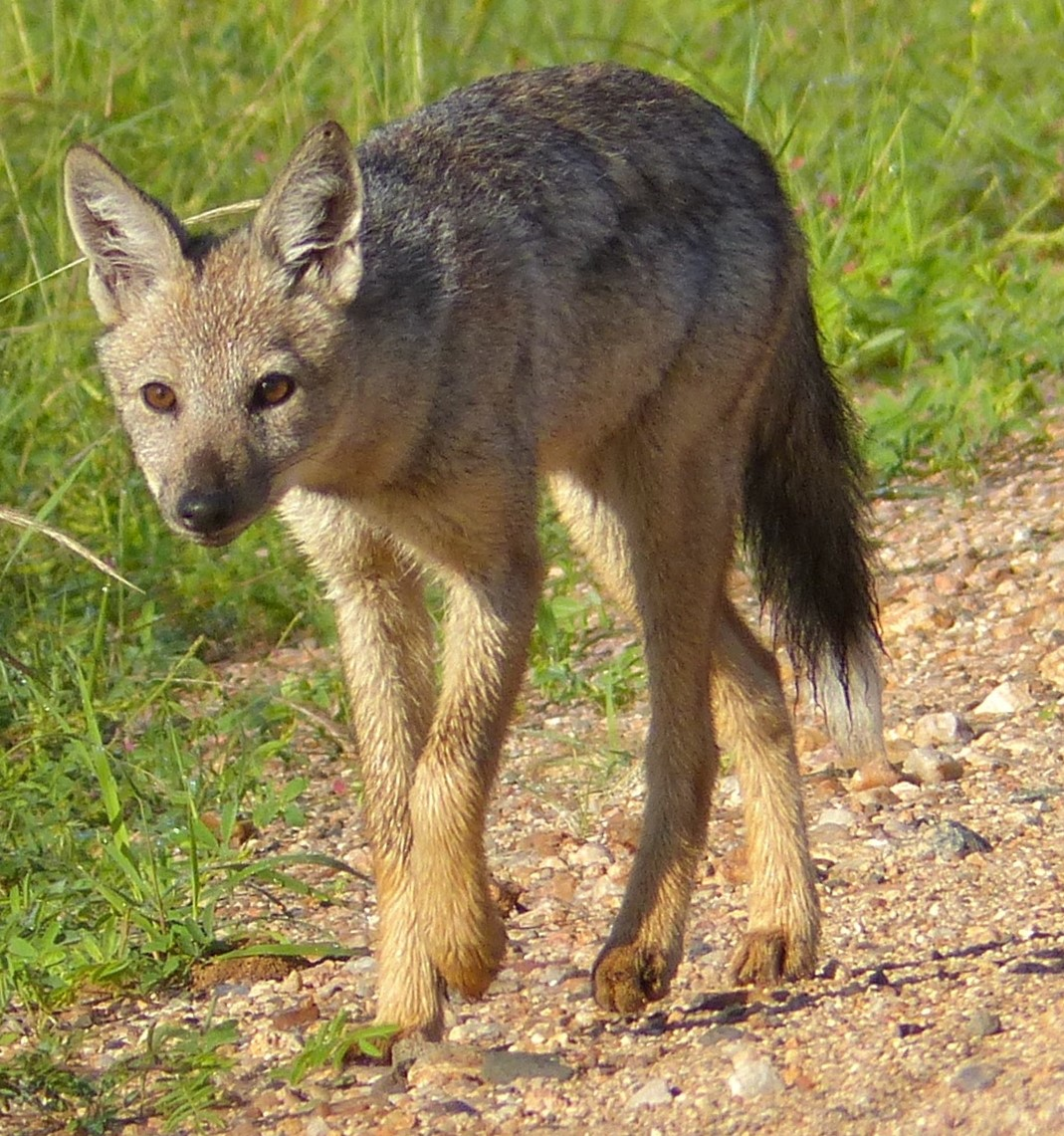
Sciacallo striato.

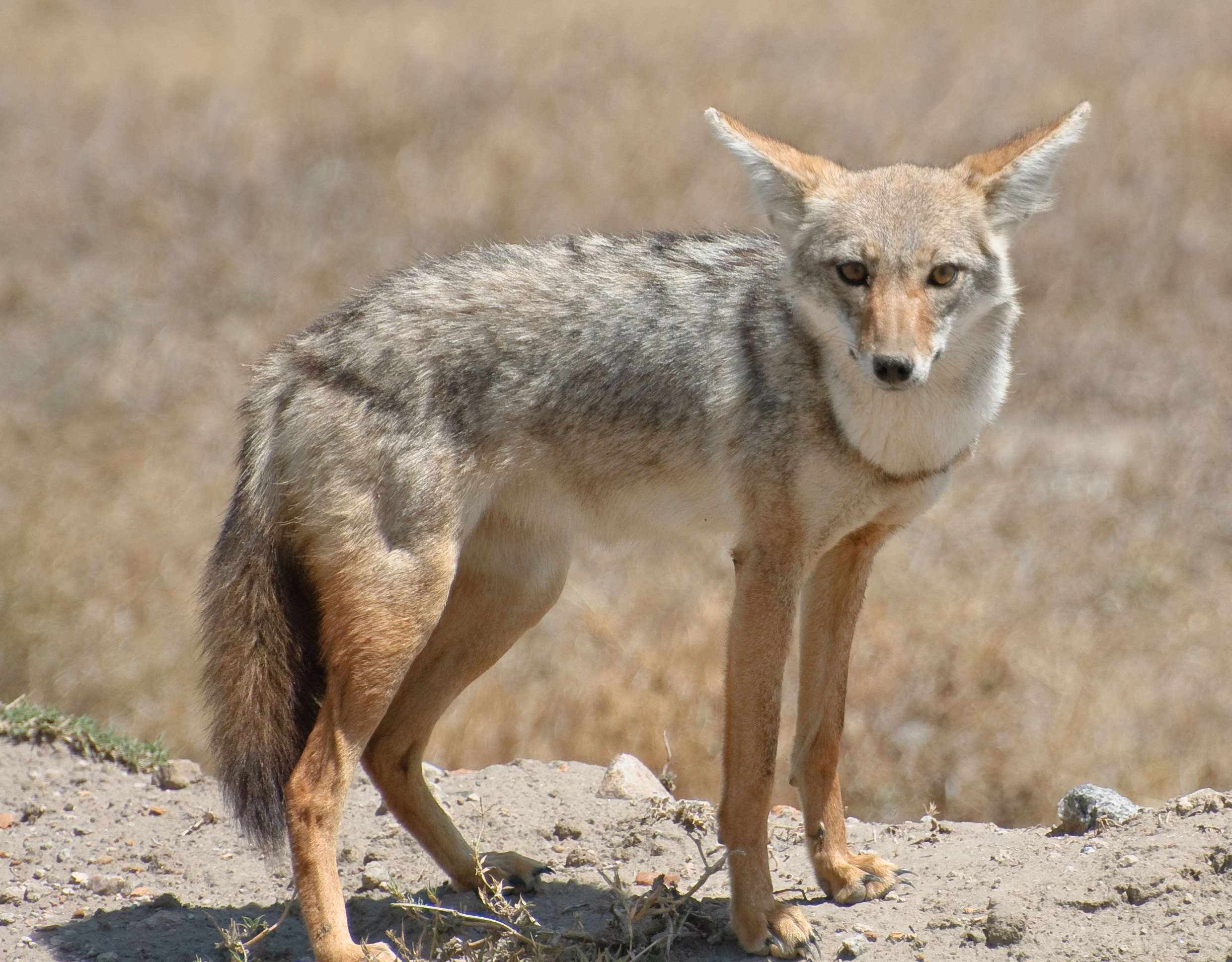
Sciacallo lupastro.

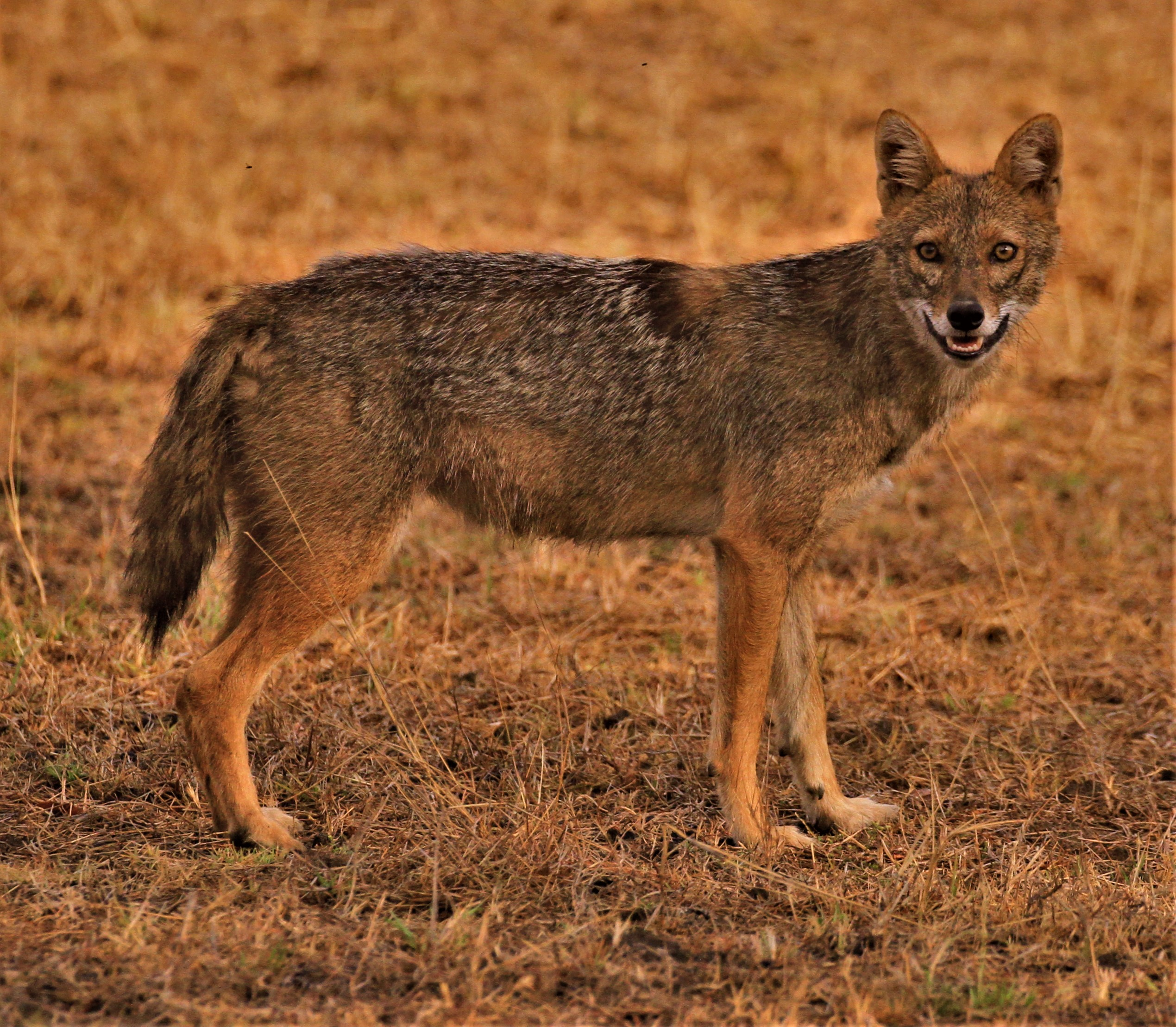
Sciacallo dorato.

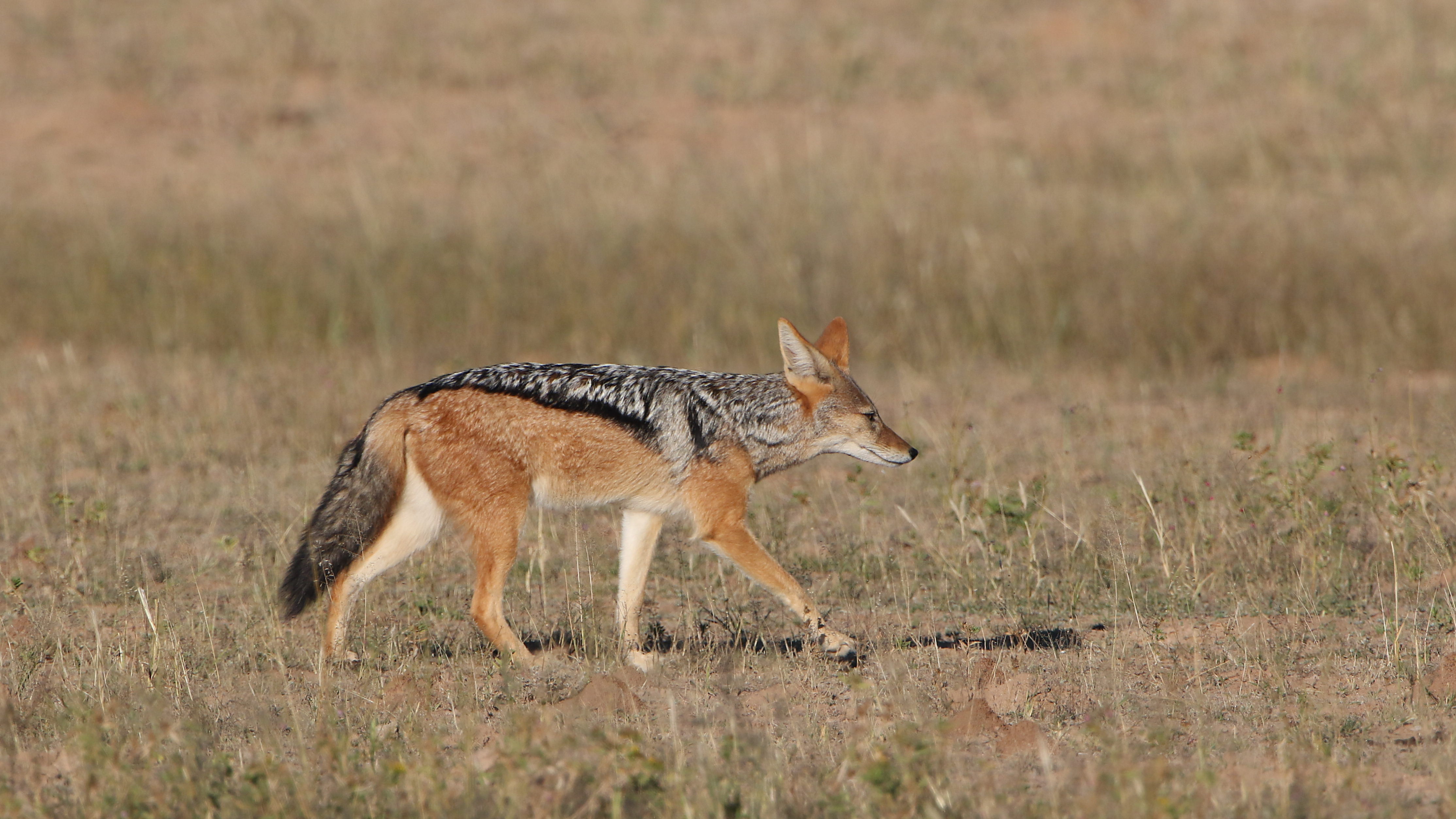
Sciacallo dalla gualdrappa.

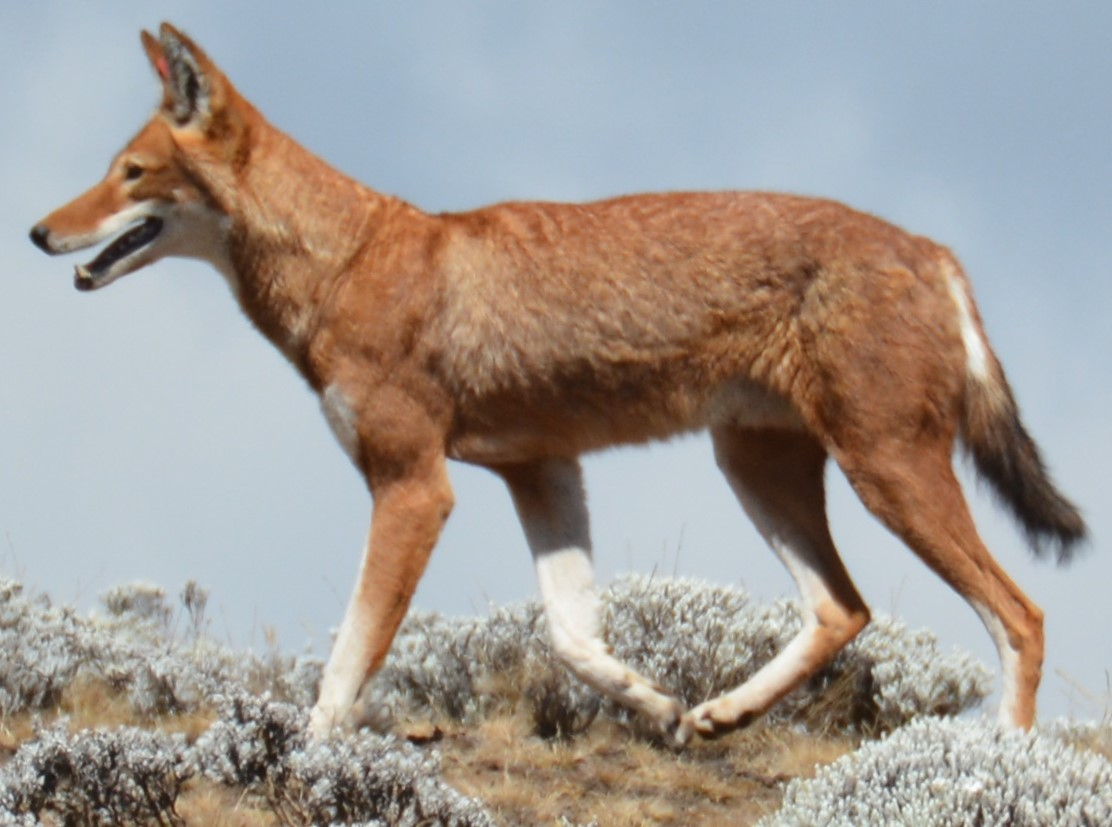
Lupo etiope.

Con il termine sciacallo si identificano impropriamente quattro (secondo alcuni cinque) diverse specie di canidi lupini del vecchio mondo, e le relative sottospecie. Questa definizione non ha alcun valore scientifico e tassonomico, ma viene ugualmente utilizzata molto spesso per definire tali specie, che presentano delle notevoli somiglianze morfologiche tra loro.
Tali specie sono:
- Lupulella adustus (sciacallo striato)
- Canis lupaster (lupo africano, detto anche sciacallo lupastro o sciacallo grigio)
- Canis aureus (sciacallo dorato)
- Lupulella mesomelas (sciacallo dalla gualdrappa)

A queste si aggiunge Canis simensis, un'altra specie di canide che vive sulle montagne dell'Etiopia, talvolta considerato anch'esso uno sciacallo.

## Etimologia
La parola "sciacallo" deriva dal termine turco Çakal, derivato a sua volta dal persiano Shaghāl, il quale deriva, probabilmente, dal sanscrito Śṛgālaḥ, che significa "l'urlatore".

## Aspetto
Tutte le specie di sciacallo sono contraddistinte da una taglia contenuta, minore di quella dei lupi. Possiedono una dentatura robusta, con lunghi canini e zampe lunghe e affusolate, entrambi adattamenti utili per la caccia, specialmente ad uccelli e a piccoli mammiferi. La conformazione delle zampe, in particolare, li rende dei buoni corridori, capaci di mantenere un'andatura costante che può arrivare anche ai 16 km/h per un lungo periodo di tempo.
Malgrado le somiglianze morfologiche, comunque, le varie specie di sciacallo non risultano, sul piano filogenetico, più strettamente imparentate tra loro di quanto non lo siano i diversi membri del genere canis.

## Biologia comportamentale

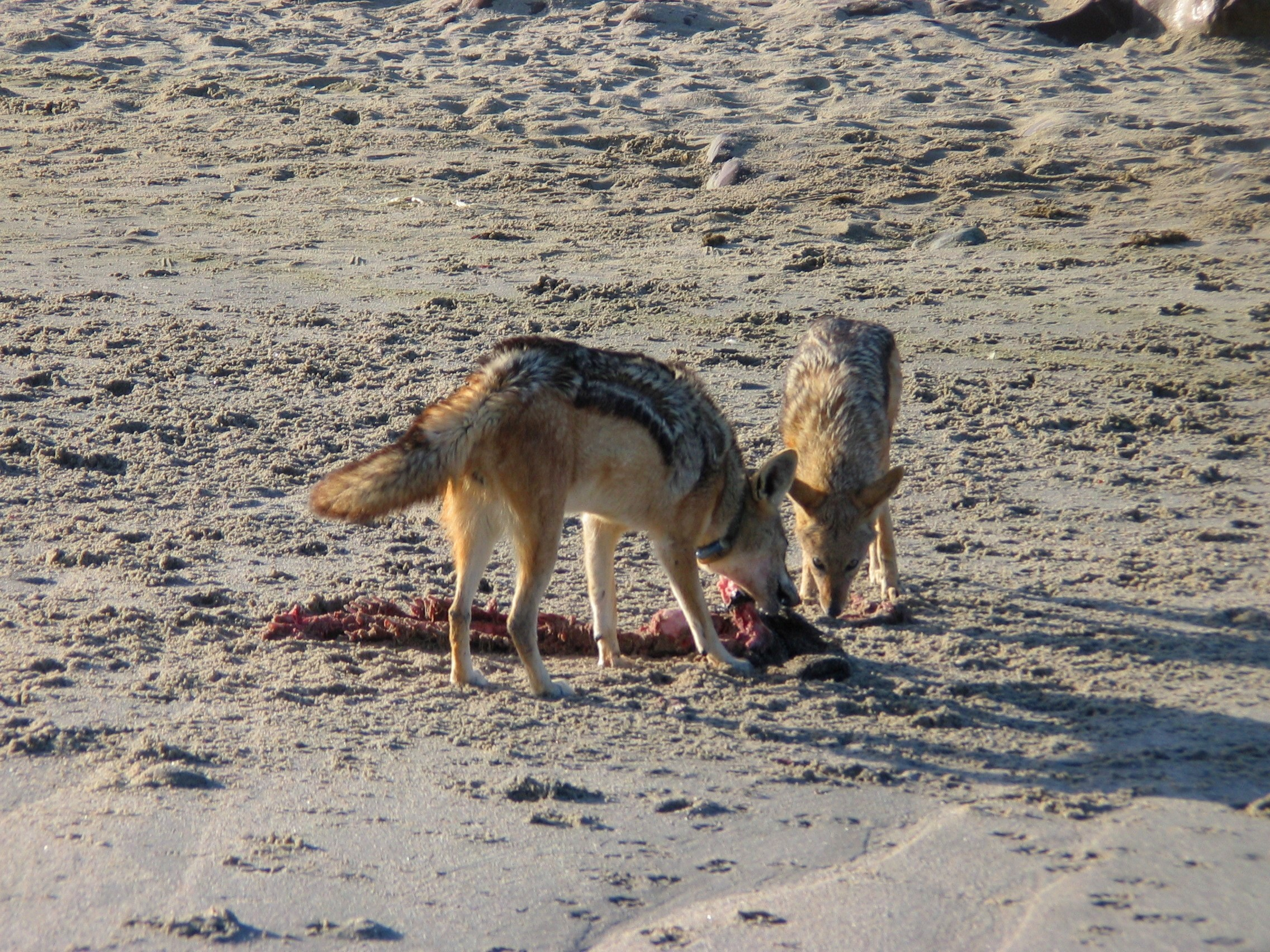
Due esemplari di sciacallo dalla gualdrappa (C. mesomelas) si nutrono di una carcassa.

Gli sciacalli occupano una nicchia ecologica simile a quella dei coyote americani, in quanto sono predatori di piccoli animali e, soprattutto, mangiatori di carogne. Sono animali notturni, attivi prevalentemente dal tramonto all'alba.
La società degli sciacalli è costituita intorno ad una coppia monogama che occupa e difende un territorio ben definito. Gli sciacalli sono infatti ferocemente territoriali, ed una coppia respinge con forza le intrusioni di altri esemplari nel proprio territorio, delimitato da marchi fatti con le urine e con le feci. Un territorio tipico è grande abbastanza da permettere la crescita di due o più cuccioli, che vivono con i genitori fino all'età adulta per poi abbandonarli e cercare a loro volta un proprio territorio.
In alcune rare occasioni più sciacalli si riuniscono in un branco, ad esempio per nutrirsi di una carcassa particolarmente grande, ma nella maggior parte dei casi cacciano da soli o in coppia.

## Distribuzione
Gli sciacalli sono diffusi principalmente in Africa, in un'area che va dal Nordafrica fino alle savane subsahariane. Lo sciacallo dorato è presente inoltre in alcune zone dell'Asia e dell'Europa meridionale ed orientale.
Con la sola eccezione del Canis simensis, in grave pericolo di estinzione, le altre specie di sciacallo sono molto diffuse nelle rispettive aree di distribuzione e, soprattutto in Africa, sono soliti spingersi anche molto vicino agli insediamenti umani, cercando cibo tra i rifiuti delle discariche.

## Gli sciacalli nella cultura

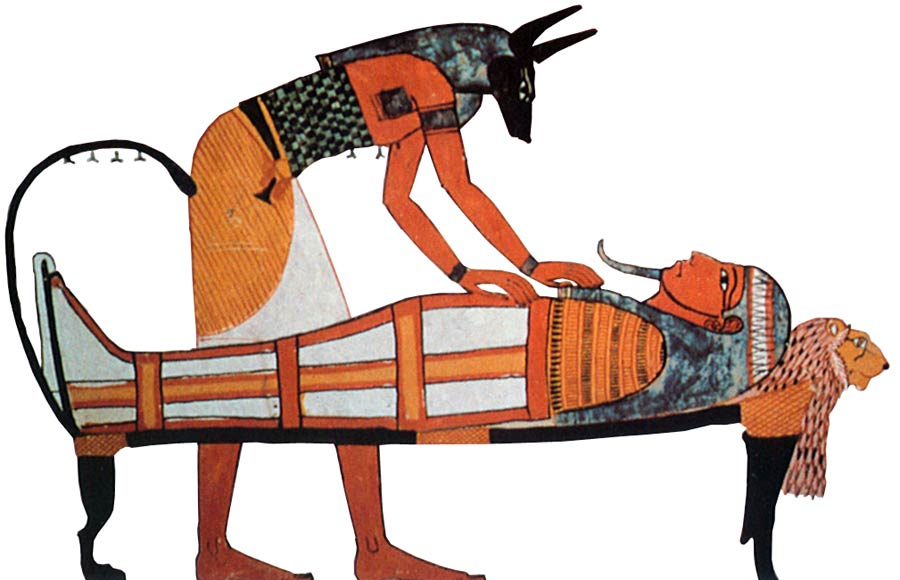
Anubi, il dio egizio dalla testa di sciacallo.

La notevole diffusione dello sciacallo, unita alla sua abitudine di cibarsi di animali morti, ha fatto di questo animale una presenza importante nella cultura e nell'iconografia. Gli Egizi identificavano con uno sciacallo il dio Anubi, signore della morte e dell'oltretomba. Nel linguaggio comune, il termine "sciacallo" viene spesso usato in senso denigratorio per riferirsi a persone, soprattutto per indicare chi trae in qualche modo giovamento dalle difficoltà altrui. Deriva da quest'uso anche la parola sciacallaggio, che si riferisce a chi depreda la proprietà altrui in occasione di catastrofi o altri eventi eccezionali. Hanno una connotazione negativa di questo tipo la maggior parte dei riferimenti allo sciacallo nella finzione, dal romanzo di Dickens Racconto di due città (in cui il personaggio di Sydney Carton è soprannominato "Lo Sciacallo") ai fumetti Marvel dell'Uomo Ragno, in cui "Sciacallo" è lo pseudonimo di un supercriminale.
Nel romanzo Il presagio (di David Seltzer) il protagonista, Damien l'Anticristo, è stato partorito da una femmina di sciacallo.
Il film del 2014: "Nightcrawler" scritto e diretto da Dan Gilroy è stato distribuito in Italia come "Lo sciacallo" per via del comportamento del protagonista Lou Bloom.
Tra gli antagonisti secondari della serie The Lion Guard (oltre alle iene e i coccodrilli) troviamo anche gli sciacalli .